# Wladja Vaněk
Vladimír (Wladja) Vaněk, född 28 maj 1895 i Dobré i Galizien, Österrike-Ungern, död 6 oktober 1965 i Rom, var en tjeckisk diplomat, författare och grafiker.
Vaněk var tjeckoslovakiskt legationsråd i Stockholm under olika omgångar under 1920- och 1930-talen. Han var från 1938 gift med Anna-Lisa Holmér. Efter den tyska ockupationen av Tjeckoslovakien kom han till Stockholm som politisk flykting. Efter en anklagelse om spioneri mot Tyskland häktades han 1942 och trots åtskilliga aktioner från bland andra Amelie Posse dömdes han till ett långt fängelsestraff på Långholmen och utvisades 1944. Han slöt sig då till den tjeckiska frihetsrörelsen i London och utnämndes till tjeckisk minister i Rom och tjänstgjorde senare vid utrikesdepartementet i Prag. Efter Pragkuppen 1948 bosatte han sig som privatperson i Italien. 
Under sin fängelsetid i Sverige ägnade han sig åt historiska studier och skrev ett stort arbete om tjeckernas kamp för samvetsfrihet under 30-åriga kriget där han drog paralleller med vad som hände då och händelserna under första och andra världskriget. Boken utgavs i svensk översättning 1943 under pseudonymen Waldemar van Ek med titeln Jorden blöder – Jorden blommar. Boken illustrerades med ett hundratal originalträsnitt av Vaněk. Han hade i fängelset beretts möjligheten att syssla med trägrafik och utförde förutom bokillustrationerna ett antal vykort med motiv från Gamla Stockholm för Stockholms stadsmuseums räkning samt en del exlibris och julkort. Bland hans andra utgivna böcker märks en biografi över prins Eugen som utgavs i Prag 1938.